# Темпл Ешбрук
Темпл Ешбрук (англ. Temple Ashbrook, 23 травня 1896 — 21 лютого 1976) — американський яхтсмен.
Срібний призер Олімпійських Ігор 1932 року в класі 6 метрів.